# Araneus favorabilis
Araneus favorabilis este o specie de păianjeni din genul Araneus, familia Araneidae, descrisă de Rainbow, 1916.
Este endemică în Queensland. Conform Catalogue of Life specia Araneus favorabilis nu are subspecii cunoscute.